# Monasterio de Rakovac
El Monasterio de Rakovac (en serbio: «Манастир Раковац» / Manastir Rakovac) es un monasterio ortodoxo serbio situado en las laderas septentrionales de la montaña Fruška Gora, cerca del pueblo de Rakovac, en la provincia autónoma de Voivodina, Serbia. Forma parte del conjunto de monasterios de Fruška Gora, conocidos por su relevancia cultural y espiritual en la historia serbia. La iglesia principal está dedicada a los santos Cosme y Damián, médicos anárgiros y mártires cristianos. El monasterio fue declarado «Monumento Cultural de Excepcional Importancia» en 1990 y está protegido por la República de Serbia.

## Historia

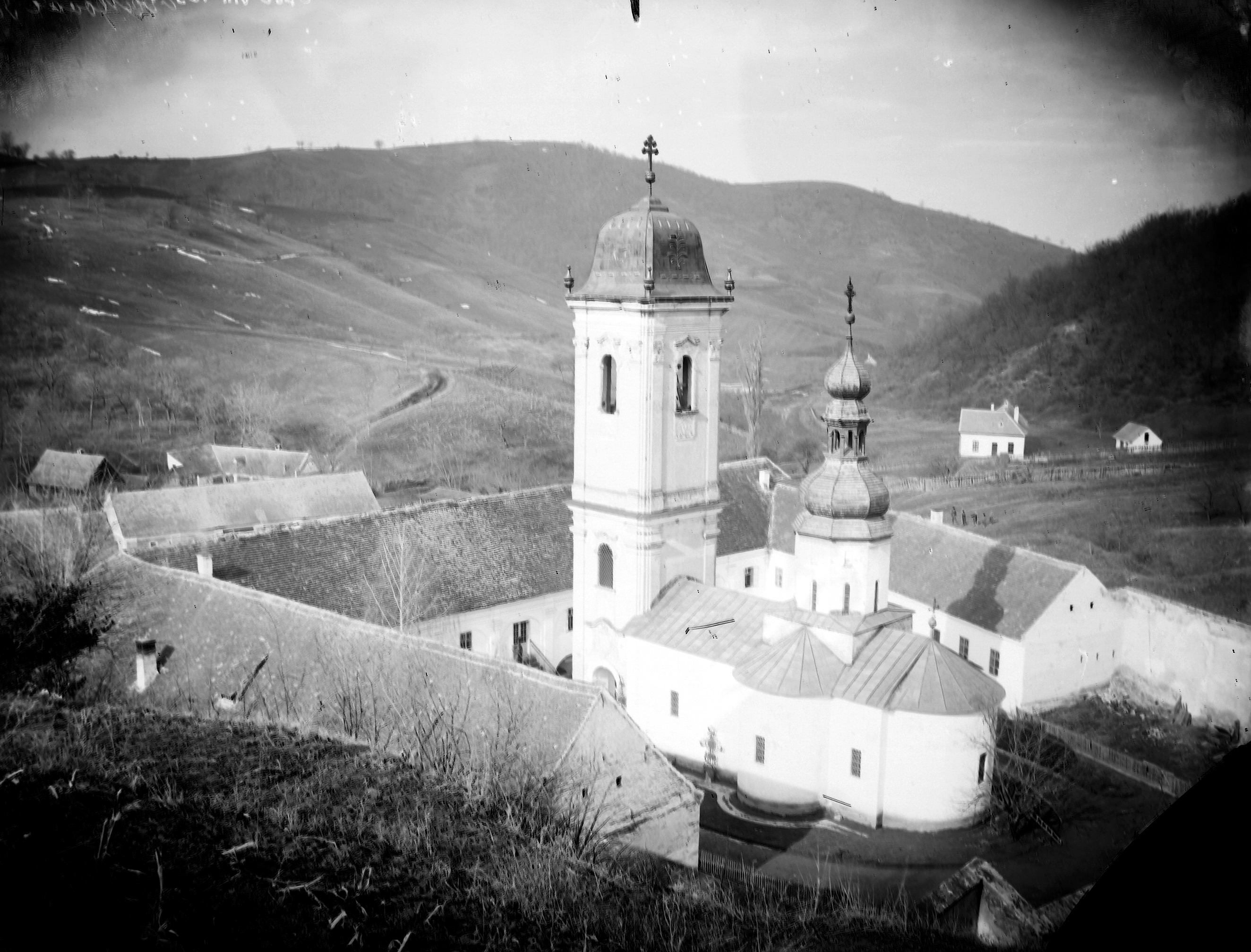
Rakovic en 1885.

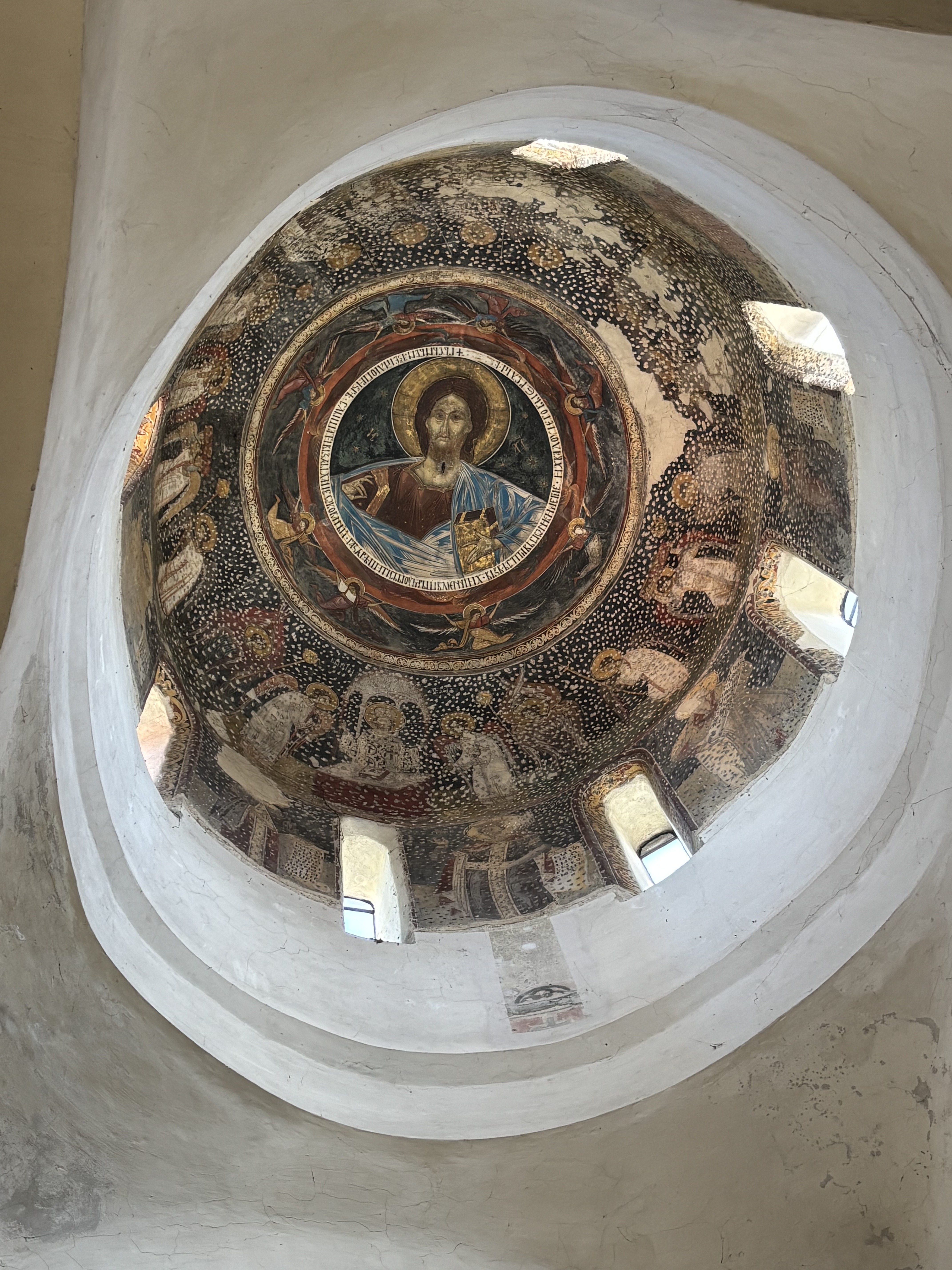
Interior del monasterio.

Según la tradición local, el monasterio fue fundado en 1498 por Raka Milošević, gran chambelán del déspota Jovan Branković, quien donó tierras y recursos para su construcción. La primera mención documental del monasterio aparece en registros otomanos de mediados del siglo XVI (1545–1546).
A lo largo de su historia, el monasterio sufrió repetidas destrucciones y reconstrucciones. En 1678 y 1687 fue incendiado por las tropas otomanas, pero gracias a la intervención del abad Teofan y a la financiación proveniente de Rusia, fue reconstruido en 1692–1693.
Durante el siglo XVIII, Rakovac vivió un período de florecimiento. En 1715 se añadieron un comedor y una bodega; en 1735 se construyó un campanario barroco con una capilla dedicada a San Nicolás; y en 1751 se erigió la capilla del cementerio. En 1763 se colocó un pavimento de mármol en la iglesia y se realizó un iconostasio barroco, obra del pintor Vasilije Ostojić.
En el siglo XX, el monasterio volvió a ser devastado durante las dos guerras mundiales. El campanario fue desmantelado en la Primera Guerra Mundial, y en la Segunda Guerra Mundial fue saqueado y utilizado por las fuerzas partisanas. Tras los conflictos, se emprendieron trabajos de restauración a partir de la década de 1950, con campañas importantes entre 1986 y 1989 y la reconstrucción del campanario a partir del año 2000.
En la actualidad, el monasterio está habitado por una comunidad de monjas y ha recuperado parte de su antiguo esplendor. Alberga una biblioteca reabierta en 2019 y conserva reliquias como fragmentos de santos y la icónica «Odigitría de Rakovac», retornada desde Zagreb en 2007. Es un destino habitual para peregrinos y turistas, con servicios religiosos diarios y un horario de visitas adaptado a las estaciones.

## Arquitectura
La iglesia del monasterio, dedicada a los santos Cosme y Damián, responde al estilo de la escuela morava, con una planta de nave única, cúpula central sostenida por cuatro pilares y ábside semicircular. El campanario barroco de 1735, adosado a la iglesia, destaca por sus elementos ornamentales.
El iconostasio original, de estilo barroco, fue destruido durante la Segunda Guerra Mundial. El actual iconostasio, obra de Branka Janković-Knežević y Ljubomir Vujaklija, data de finales del siglo XX. En la capilla del cementerio se conservan iconos de Ostojić y Janko Halkozović.